# Hình thành và phát triển đất phèn
Các loại đất và trầm tích dễ trở thành đất phèn nhất là các loại được hình thành trong phạm vi 10.000 năm trở lại đây, sau sự kiện dâng lên của nước biển (biển tiến) lớn nhất gần đây. Khi mực nước biển dâng lên và làm ngập đất, sulfat trong nước biển trộn lẫn với các trầm tích đất chứa các oxide sắt và các chất hữu cơ. Trong các điều kiện hiếm khí này, các vi khuẩn ưa phân hủy các chất vô cơ như Thiobacillus ferrooxidans tạo ra các sulfide sắt (chủ yếu là dạng pyrit). Tới một thời điểm nhất định, nhiệt độ ấm hơn là điều kiện thích hợp hơn cho các vi khuẩn này, tạo ra một tiềm năng lớn hơn cho sự hình thành của các sulfide sắt. Các môi trường ngập nước vùng nhiệt đới, chẳng hạn các khu rừng đước hay các khu vực cửa sông, có thể chứa hàm lượng pyrit cao hơn so với các môi trường tương tự ở vùng ôn đới
Pyrit là ổn định cho tới khi nó bị lộ ra ngoài không khí, từ thời điểm này thì pyrit bị oxy hóa và sinh ra acid sulfuric. Ảnh hưởng của đất phèn có thể kéo dài trong một khoảng thời gian lớn, và/hoặc lên tới đỉnh theo mùa (sau thời kỳ khô hạn và khi bắt đầu có mưa). Tại một số khu vực, đất phèn đã thau chua từ khoảng 100 năm trước vẫn còn giải phóng ra acid, như tại Úc

## Sự hình thành khoáng pyrit
Các điều kiện hình thành khoáng pyrit là:
- Sự khử hóa của các ion sulfat (SO42-) thành sulfide (S2-) do vi khuẩn phân hủy chất hữu cơ khử sulfat;
- Sự oxy hóa từng phần của sulfide tạo thành lưu huỳnh nguyên tố hoặc các ion polysulfide;
- Sự hình thành của sulfide sắt (II) (FeS) bởi sự tổng hợp của các sulfide hòa tan với sắt. Sắt hầu hết xuất phát nguồn gốc từ oxide sắt (III) và các silicat trong trầm tích, nhưng sắt bị khử để tạo thành Fe (II) bởi hoạt động của vi sinh vật.
- Sự hình thành của pyrit do sự tổng hợp của sulfide sắt (II) (FeS) và nguyên tố lưu huỳnh (S). Pyrit có thể có thể kết tủa trực tiếp từ sắt (II) hòa tan và những ion polysulfide (Goldhaber và Kaplan, 1974).

Sự hình thành pyrit với oxide sắt III (Fe3+) như là nguồn của sắt có thể trình bày bằng phản ứng tổng quát như sau:
Fe2O3(rắn) + 4SO42-(dd) + 8H2O + 1/2O2(dd) → 2FeS2(rắn) + 8HCO3-(dd) + 4H2O
Những điều kiện cần thiết để hình thành pyrit có thể xem xét như sau:
1. Môi trường yếm khí: Sự khử sulfat xảy ra chỉ dưới những điều kiện khử mãnh liệt mà nó chỉ được cung cấp bởi trầm tích trầm thủy giàu chất hữu cơ. Sự phân hủy các chất hữu cơ bởi những vi sinh vật kỵ yếm khí sinh ra một môi trường khử. Sự oxy hóa gián đoạn hoặc cục bộ cũng xảy ra cần thiết để sinh ra lưu huỳnh nguyên tố trên những ion polysulfide (Pons và ctv, 1982).
2. Nguồn của sulfat hòa tan: Thường thì nguồn này từ nước biển hoặc nước lợ thủy triều, các pyrit thỉnh thoảng có thể kết hợp với nước ngầm giàu sulfat (Poeman, 1973).
3. Chất hữu cơ: Sự oxy hóa chất hữu cơ cung cấp cho sự đòi hỏi năng lượng của vi sinh vật khử sulfat. Những ion sulfat phục vụ như ổ electron cung cấp cho vi sinh vật hô hấp và do đó sulfat bị khử để thành sulfide.
SO42- + 2CH2O → H2S + 2HCO3-
Lượng sulfide được sinh ra liên quan trực tiếp đến lượng chất hữu cơ bị chuyển hóa. Berner (1970) đã chú ý một sự tương ứng gần giữa chất hữu cơ và lượng pyrit của trầm tích và gợi ý rằng nguồn cung cấp chất hữu cơ thường giới hạn lượng pyrit sinh ra.
4. Nguồn chất sắt: Hầu hết đất và các trầm tích đều có chứa rất nhiều các oxide và hydroxide sắt. Trong một môi trường yếm khí, chúng bị khử để hình thành Fe2+, và Fe2+ hòa tan một cách đáng kể trong dãy pH bình thường và có thể bị di động do những sản phẩm hữu cơ hòa tan.
5. Thời gian: Vẫn còn hạn chế kiến thức hiểu biết về tốc độ hình thành khoáng pyrit trong môi trường tự nhiên. Phản ứng chất rắn – chất rắn giữa FeS và S xảy ra rất chậm, có thể kéo dài từ hàng tháng đến hàng năm để có thể sản sinh ra pyrit với một lượng có thể đo được, ngược lại, dưới điều kiện thích hợp, sự kết tủa trực tiếp từ những Fe2+ hòa tan và polysulfide có thể sản sinh ra pyrit trong vài ngày.

Độ chua tiềm tàng chỉ có thể phát triển nếu ít nhất một phần của độ kiềm, hình thành trong suốt thời gian khử sulfat, bị di chuyển ra ngoài hệ thống. Việc rửa bởi hoạt động thủy triều dường như ảnh hưởng đặc biệt trong việc di chuyển HCO3-, hồi phục lại SO42-, và cung cấp một lượng oxy hòa tan giới hạn và nó cần thiết cho sự hình thành pyrit.
Trong điều kiện thoáng khí như thoát thủy, mực thủy cấp xuống sâu hơn sẽ làm cho khoáng pyrit bị oxy hóa thành các khoáng sắt ở dạng Fe (III) và các hợp chất khác cũng như có nhiều ion H+ được sinh ra. pH giảm thấp, nhiều hợp chất bị hòa tan và môi trường trở nên rất acid và rất độc, ảnh hưởng đến sinh trưởng cho thực vật và thủy sản.

## Tiến trình oxy hóa

### Sự oxy hóa pyrit
Khoáng pyrit chỉ ổn định dưới những điều kiện khử. Sự thoát thủy dẫn đến những điều kiện oxy hóa, khởi đầu sự oxy hóa của pyrit và sự sản sinh của độ acid. Sự oxy hóa của pyrit trong đất phèn xảy ra ở vài giai đoạn, bao gồm cả hai tiến trình hóa học và sinh học.

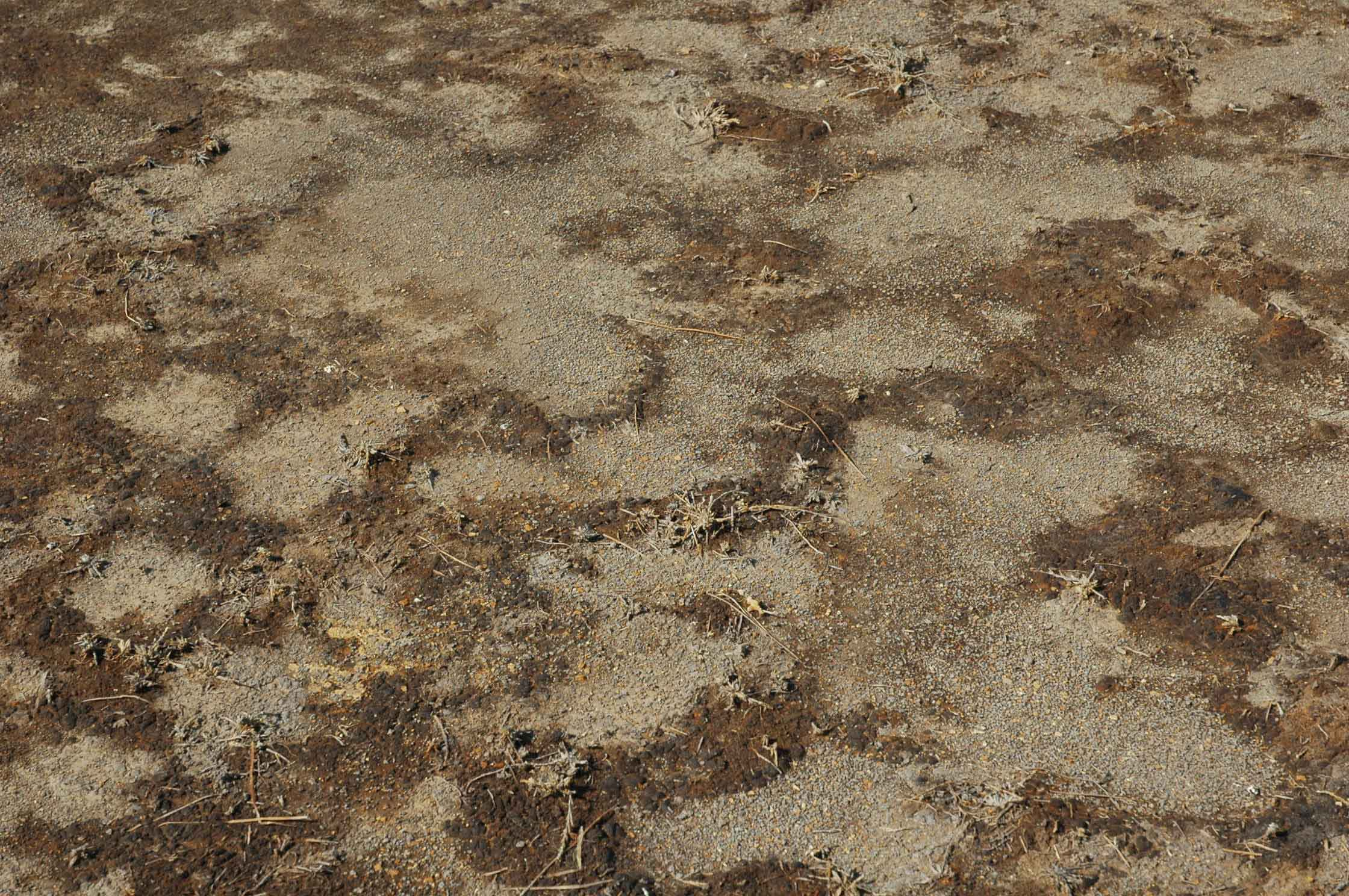
Sulfat nhôm mao dẫn lên mặt đất vào mùa khô trong vùng đất phèn Đồng Tháp Mười. Lê Phát Quới, 2005

Khởi đầu, oxy hòa tan sẽ phản ứng chậm với pyrit, mang lại ion Fe (II), và sulfat hoặc lưu huỳnh nguyên tố:
FeS2  + ½ O2 + 2H+ → Fe2+ + 2S + H2O
Sau đó, sự oxy hóa của lưu huỳnh do oxy thì rất chậm, nhưng có thể được xúc tác bởi vi sinh vật tự dưỡng ở những giá trị pH gần trung tính:
S + 3/2O2 + H2O → SO42- + 2H+
Sự acid hóa đầu tiên cũng có thể gây ra do sự oxy hóa hóa học của sulfide Fe vô định hình, mặc dù chỉ một lượng nhỏ của FeS hiện diện, ngay cả trong một tầng màu đen.
2FeS2 + 9/2O2 + (n+2) H2O → Fe2O3.nH2O + 2SO42- + 4H+
Một khi pH của hệ thống oxy hóa gây ra pH nhỏ hơn 4 thì Fe3+ trở nên hòa tan một cách đáng kể và dẫn đến sự oxy hóa nhanh chóng.
Phản ứng của Fe (III) với lưu huỳnh thì xảy ra nhanh chóng và phản ứng tổng quát của pyrit do Fe (III) có thể đại diện như sau:
FeS2 + 14Fe3+ + 8 H2O → 15Fe2+ + 2SO42- + 16H+
Với sự hiện diện của oxy, Fe (II) được sản sinh từ những phản ứng này sẽ bị oxy hóa để hình thành Fe (III). Ở những giá trị pH thấp hơn 3,5 sự oxy hóa hóa học là một tiến trình chậm. Nhưng ở pH thấp, vi khuẩn Thiobacillus ferrooxidans oxy hóa các dạng lưu huỳnh khử, cũng như Fe (II), do đó, để quay lại dạng Fe (III) trong hệ thống đất (Arkesteyn, 1980).
Fe2+ + ¼ O2 + H+ → Fe3+ + 1/2 H2O
Van Breemen (1976) đưa ra giả thuyết rằng oxy phản ứng với Fe (II) hòa tan trước khi nó tiến gần đến pyrit, và Fe (III) đó là chất oxy hóa trực tiếp, như được trình bày trong biểu đồ dưới đây.

Mô hình oxy hóa pyrit trong đất phèn. Nguồn: Nico Van Breemen, 1976
(a) Trong suốt mùa khô, oxy khuếch tán vào trong đất từ những tế khổng và ở những chỗ nứt. Những ion Fe2+ trong dung dịch bị oxy hóa thành những ion Fe3+ hoặc oxide Fe (III). Ở pH thấp, vài Fe3+ còn lại trong dung dịch, khuếch tán vào bề mặt của vùng pyrit và tại đây nó bị khử để thành Fe2+ giải phóng nhiều acid hơn.
b) Vài phản ứng oxy hóa của pyrit có thể tiếp tục dưới những điều kiện trầm thủy và acid, sử dụng sự dự trữ của oxide Fe(III). Trong những trường hợp nầy, những ion Fe2+ di cư ra khỏi đất vào trong hệ thống kênh mương hoặc vào trong vùng nước ngập trước khi bị oxy hóa.
Hầu hết độ acid sinh ra bởi sự oxy hóa của pyrit do Fe(III) đều trải qua một sự oxy hóa tiếp theo của Fe (II) để quay trở lại Fe (III).
Phản ứng này biểu diễn kết quả chung với hydroxide Fe (III) như một sản phẩm cuối cùng. Kết quả 1 mol của pyrit khi bị oxy hóa sẽ phóng thích ra 4 mol acid.

### Các oxide sắt
Khi pH của đất vẫn còn duy trì trên 4, các oxide và hydroxide Fe (III) kết tủa trực tiếp bởi sự oxy hóa của Fe (II) hòa tan. Tại đây, sự oxy hóa của pyrit được xảy ra, các oxide Fe (II) dạng keo thông thường xuất hiện trong nước ở kênh mương.
Geothit là oxide sắt được nhận dạng phổ biến nhất. Thỉnh thoảng nó có thể được chuyển sang heamatit một cách chậm chạp (thường ở những đất phèn cổ) (Hình)
2FeO.OH → Fe2O3 + H2O

### Jarosit

Biểu đồ Eh – pH của oxide Fe, jarosit và pyrit ở 25°C (Van Breemen, 1976)

Những chất lắng tụ màu vàng rơm của jarosit (KFe3(SO4)3(OH)6) kết tủa như những nét đặc trưng lấp đầy tế khổng và các lớp áo trên bề mặt của những nền đất dưới những điểm oxy hóa mạnh, chua mãnh liệt: Eh lớn hơn 400 mV, pH nhỏ hơn 3,7. Jarosit có thể xuất hiện trong một dãy của dung dịch chất rắn với natrojarosit và hydroni jarosit. ở những nơi mà Na và H3O thay thế K, nhưng dạng K thì chiếm ưu thế nhất. Sự hình thành của jarosit (Hình) từ khoáng pyrit có thể được biểu diễn bằng phản ứng sau:
Ở những giá trị pH cao, jarosit thì sau ổn định đối với geothit và cuối cùng nó bị thủy phân để hình thành oxide Fe.
KFe3(SO4)2(OH)6 → 3FeO.OH + K+ + 3H+ + 2SO42-
Ngoài đồng, những vành màu nâu nhìn thấy xung quanh khoáng jarosit màu vàng được lắng tụ trong vòng 10 – 20 năm thoát thủy, và trong những đất phèn cổ thì tầng có đốm jarosit, nằm kế cận một tầng đất chứa pyrit vẫn còn bị khử, được tiếp theo bởi một tầng với những đốm rõ ràng, hạt kết von, những ống và lớp áo của oxide Fe.

### Sulfat
Hầu hết sắt được huy động do bởi sự oxy hóa của pyrit còn lại trong phẫu diện đất, nhưng chỉ một lượng rất nhỏ sulfat thì được giữ lại, như là jarosit hoặc thạch cao. Hầu hết sulfat hòa tan đều bị mất theo thoát thủy mặc dù một vài chất này khuếch tán xuống bên dưới tầng khử và rồi một lần nữa bị khử thành sulfide.
Thạch cao được hình thành trong các đất phèn bởi sự trung hòa độ chua do cacbonat calci:
CaCO3 + 2H+ + SO42- + H2O → CaSO4.2H2O + CO2
Thạch cao xuất hiện như những hoa bột trên mặt nền đất và mặt mương. Những tinh thể lớn thường hiện diện trong đất phèn trải qua một mùa khô rõ ràng.

### Sự thủy phân acid của các silicat và hoạt động của ion nhôm
Môi trường acid mãnh liệt của đất phèn làm tăng sự phong hóa của khoáng silicat. Ngoài đồng, những giá trị pH của tầng đất phèn thường biến thiên từ 3,2 đến 3,8 (Dent, 1980). Tính đệm trong những điều kiện acid mãnh liệt này được quy cho sự thủy phân acid của sét silicat nhôm.
Hàm lượng cao của silica hòa tan và Al3+ là một đặc tính nổi bật của đất và nước ngầm. Hoạt động của Al3+ hòa tan dường như có liên quan trực tiếp tới pH; khi pH nâng lên, nhôm bị kết tủa như hydroxide hoặc sulfat kiềm (Van Breemen, 1973, 1976), phóng thích acid hòa tan mà acid này có thể bị trực di từ hệ thống đất.
Al3+(dd) + 3H2O → Al(OH)3 + 3H+(dd)

## Tiến trình khử
Sự phân hủy chất hữu cơ sinh ra các electron. Dưới điểu kiện thoáng khí, nguồn electron chủ yếu là oxy. Trong hầu hết các loại đất, ngập lụt tiếp diễn trong vòng vài giờ hoặc vài ngày gây ra sự cạn kiệt oxy hòa tan do hoạt động của những vi sinh vật háo khí. Ở đất bị ngập nước, sự phân hủy các chất hữu cơ được tiếp tục bởi các vi sinh vật yếm khí và chúng khử nitrat, các oxide mangan, và cuối cùng là oxide Fe (III) và sulfat.
Sự khử hoá được kèm theo sự gia tăng nồng độ của CO2. HCO3-, Fe2+ và các cation trao đổi như Ca2+ được dời chỗ bởi Fe. Một cách có ý nghĩa, sự khử hóa làm giảm độ acid do tiêu thụ các ion hiđrô; thí dụ:
Fe(OH)3 + 2H+ + 1/4CH2O → Fe2+ + 11/4 H2O + 1/4CO2
Giá trị pH được nâng cao lên theo cùng với việc làm ngập nước làm giảm hoạt động của Al3+. Điều kiện này thuận lợi cho sự sinh trưởng của lúa, nhưng ở vài loại đất phèn thì làm ngập nước có thể dẫn đến nồng độ độc của sắt hòa tan.
Những nơi có mùa khô rõ ràng, độ acid phát sinh do bởi sự oxy hóa pyrit ở một chiều sâu nào đó trong đất di chuyển lên trên mặt đất và có thể sản xuất ra những kết bông của muối phèn: thí dụ như NaAl(SO4)2, MgAl2(SO4)4, FeSO4, Al2(SO4)3. Sự hòa tan của các muối này do làm ngập nước sẽ giải phóng độ acid. Do đó, sự khử hóa của đất sản xuất Fe2+ được cân bằng bởi sulfat.